# Hilbertovo R-stablo
Hilbertovo R-stablo, varijanta R-stabla je indikator za višedimenzionalne objekte kao što su linije, regioni, 3-D objekti 
ili visoko-dimenzionalni objekti zasnovani na parametarskim oblicima. Može se posmatrati kao proširenje B+-stabla za 
višedimenzionalne objekte.
Performanse R-stabla zavise od kvaliteta algoritma koji grupiše pravougaonike podataka na čvoru. Hilbertovo R-stablo koristi 
prostorno-pune krive, a posebno Hilbertove krive, kako bi na pravougaonike podataka nametnuo linearan redosled.
Postoje dve vrste Hilbertovih R-stabala, jedan za statičke, a jedan za dinamičke baze podataka. U oba slučaja 
Hilbertove prostorno-pune krive se koriste radi psotizanja boljeg redosleda višedimenzionalnih objekata na čvoru. Ovaj redosled 
mora da bude "dobar", u tom smislu da grupiše zajedno 'slične' pravougaonike podataka, kako bi se smanjio prostor i obim 
dobijenog. Pakovana Hilbertova R-stabla su pogodna za statičke baze podataka u kojima je ažuriranje podataka veoma retko, ili uopšte 
nije prisutno.
Dinamičko Hilbertovo R-stablo je pogodno za dinamičke baze podataka gde se umetanje, brisanje ili ažuriranje može postići u realnom 
vremenu. Štaviše, dinamičko Hilbertovo R-stablo upotrebljava fleksibilan mehanizam odloženog razdvajanja, kako bi povećao stepen 
iskorišćenosti prostora. Svaki čvor ima dobro definisan skup čvorova rođaka. Prilagođavanjem politike podele Hilbertovo R-stablo može 
postići željeni stepen iskorišćenosti prostora. Ovo se postiže planiranjem uređenosti čvorova na R-stablu. Hilbertovo R-stablo sortira 
pravougaonike prema Hilbertovoj vrednosti centra pravougaonika. Nasuprot Hilbertovom R-stablu, druge varijante R-stabla nemaju 
kontrolu nad stepenom iskorišćenosti prostora.

## Osnovna ideja
Iako je sledeći primer za statičko okruženje, objašnjava intuitivne principe za dobar dizajn R-stabla. Ovi principi važe i za statičke 
i za dinamičke baze podataka. Roussopoulos i Leifker su predložili metod za izgradnju pakovanog R-stabla koji postiže stepen od skoro 
100% iskorišćenosti prostora. Ideja je sortiranje podataka na x ili y koordinatu jednog ugla pravougaonika. Sortiranje na bilo koju od 
četiri koordinate daje sličan rezultat. U ovom slučaju, tačke ili pravougaonici su sortirani na x koordinatu najnižeg levog ugla 
pravougaonika. U diskusiji koja sledi, Roussopoulos-ov i Leifker-ov metod se posmatra kao nisko x pakovano R-stablo. Sortirana lista 
pravougaonika se pretražuje; uzastopni pravougaonici se dodeljuju istom listu R-stabla sve dok je taj čvor pun; tada se kreira novi 
list i pretraživanje sortirane liste se nastavlja. Tako će čvorovi rezultujućeg R-stabla biti u celosti upakovani, sa mogućim 
izuzetkom poslednjeg čvora na svakom nivou. Tako je procenat iskorišćenosti ≈100%. Viši nivoi stabla su kreirani na sličan način.
Figura 1 naglašava problem nisko x pakovanog R-stabla. Slika 1[desno] pakazuje listove R-stabla koje će nisko x pakovani metod 
napraviti za tačke Slike 1 [levo]. Činjenica da dobijeni roditelji pokrivaju malu oblast objašnjava zašto nisko x pakovani metod R-
stabla postiže odlične performanse za tačke upita. Međutim, činjenica da roditelji imaju veliki opseg objašnjava degradaciju 
performanse za predeo upita. Ovo je u skladu sa analitičkim formulama za performanse R-stabla. . Intuitivno gledano, algoritam pakovanja bi idejno trebao dodeliti obližnje tačke istom listu. Ignorisanje y koordinate u nisko x pakovanom R-stablu preti da naruši ovo empirično pravilo.
Slika 1: [levo] 200 tačaka ravnomerno raspoređenih; [desno] minimalni granični pravougaonici čvorova generisani ‘nisko x pakovanim ’ algoritmom za R-stablo
Ovaj odeljak opisuje dve varijante Hilbertovog R-stabla. Prvi indikator je pogodan za statičke baze podataka u kojima je ažuriranje veoma retko ili nije prisutno uopšte. Čvorovi rezultujućeg R-stabla će biti celovito upakovani, sa mogućom iznimkom poslednjeg čvora na svakom nivou. Tako je stepen upotrebe prostora ≈100%; ova struktura se naziva pakovano Hilbertovo R-stablo. Drugi indikator se nayiva dinamičko Hilbertovo R-stablo, podržava umetanje i brisanje; pogodan je za dinamičko okruženje.

## Pakovana Hilbertova R-stabla
U nastavku je dat kratak uvod ne temu Hilbertove krive. Osnovna Hilbertova kriva na mreži 2x2, označena sa H1 
je pokazana na slici 2. Kako bi izveli krivu reda i, svako teme osnovne krive je zamenjeno krivom reda i – 1, što može biti adekvatno rotirano i/ili reflektovano. Slika 2 takođe pokazuje Hilbertove krive reda dva i tri. Kad red krive teži beskonačnosti, kao druge prostorno pune krive, rezultujuća kriva je strukturalno fraktalna, sa dimenzijom 2. Hilbertova kriva može biti generalizovana za viši stepen dimenzionalnosti. Algoritmi za crtanje 2-dimenzione krive datog reda može biti nađen na i Algoritam za veću dimenzionalnost je dat na.
Putanja prostorno pune krive nameće linearni redosled na tačkama mreže; ova putanja može biti izračunata prateći putanju krive sa početkom u jednom kraju, a završetkom u drugom kraju krive. Vrednosti koordinata mogu biti izračunate u svakoj tački. Slika 2 pokazuje jedan takav redosled za mrežu 4x4. Na primer, tačka (0,0) na H2 krivi ima Hilbertovu vrednost 0, dok tačka 
(1,1) ima Hilbertovu vrednost 2.
Slika 2: Hilbert-ove krive reda 1, 2 i 3
Hilbertova kriva nameće linearan redosled pravougaonika podataka, a zatim prelazi na sortiranu listu, dodeljujući skup od C pravougaonika svakom čvoru R-stabla. Krajnji rezultat je taj da će skup pravougaonika podataka na istom čvoru biti blizu jedan drugog prema linearnom redosledu i najverovatnij u rodnom prostoru. Dakle, dobijeni čvorovi R-stabla će imati manja područija. Slika 2 ilustruje razloge zbog kojih će metode zasnovane na Hilbertovom R-stablu imati dobru performansu. Podaci se sastoje od tačaka (iste tačke koje su date i na slici 1). Grupisanjem tačaka prema njihovoj Hilbertovoj vrednosti, MGP dobijenih čvorova R-stabla imaju tendenciju da budu mali kvadrati nalik pravougaonicima. Ovo ukazuje da će čvorovi najverovatnije imati malu površinu i male parametre. Mala površina donosi dobre performanse za upite tačaka; mala površina i mali parametri donose dobru performansu za veće upite.

### Algoritam Hilbertovog pakovanja
(pakuje pravougaonike na R-stablo)
Korak 1. Računa Hilbertovu vrednost za svaki pravougaonik podatka
Korak 2. Sortira pravougaonike podataka po uzlaznom poretku Hilbertovih vrednosti
Korak 3. 	 /* Pravi listove (nivo l=0) */
- While (ima još pravougaonika)
  - generiši novi čvor R-stabla
  - dodeli sledeći C pravougaonik ovom čvoru

Korak 4. 	 /* Napravi čvorove na višem nivou (l + 1) */
- While (dok su > 1 čvora na novou l)
  - sortiraj čvorove na nivou l ≥ 0 na osnovu uzlaznog poretka vremena potrebnog za kreiranje
  - ponovi korak 3

Pretpostavka je da su podaci statički ili da je frekfencija modifikacije niska. Ovo je jednostavna heruistika za izgradnju R-stabla sa stepenom iskorišćenosti prostora od 100% što će istovremeno imati najbolje moguće vreme odgovora.

### Dinamička Hilbertova R-stabla
Performanse R-stabla zavise od kvaliteta algoritma koji grupišu pravougaonike podataka na čvor. 
Hilbertova R-stabla koriste prostorno pune krive, konkretno Hilbertovu krivu, kako bi nametnula linearni redosled na pravougaonike podataka. 
Hilbertova vrednost pravougaonika se definiše kao vrednost njegovog centra.

### Struktura stabla
Hilbertovo R-stablo ima sledeću strukturu. List sadrži najviše Cl ulaza, oblika (R, obj _id) gde je Cl kapacitet lista, a R je MGP(minimalni granični pravougaonik) realnog objekta.
(xnisko, xvisoko, ynisko, yvisoko) i obj-id je pokazivač na objekat koji sadrži zapisnik opisa tog objekta. Glavna razlika izmedju Hilbertovog R-stabla i R*-stabla je ta da čvorovi koji nisu listovi sadrze informacije o "LHV"(najveća Hilbertova vrednost). Dakle, čvor koji nije list u Hilbertovom R-stablu sadrži najviše Cn ulaza oblika (R, ptr, NHV) gde je Cn kapacitet čvora koji nije list, R je "MGP" koji obuhvata svu decu tog čvora, "ptr" je pokazivač na dete čvora, "NHV" je najveća Hilbertova vrednost između pravouganika podataka obuhvaćenih sa R. Treba primetiti da čvor koji nije list bira jednu od Hilbertovih vrednosti njegove dece i postavlja je za sopstvenu "NHV" vrednost. Ne postoji dodatna cena za izračunavanje Hilbertovih vrednosti MGP-a za čvorove koji nisu listovi. Slika 3 ilustruje neke pravoukaonike organizovane u Hilbertovim R-stablima. Hilbertove vrednosti centra su brojevi blizu 'x' simbola(prikazuje se samo za čvora pretka 'II')."NHV" su prikazani u [zagradama]. Slika 4 prikazuje kako se stablo sa slike 3 čuva na disku. Sadržaji čvora pretka 'II' su prikazani sa više detalja. Svaki pravouganik podataka u čvoru 'I' ima Hilbertovu vrednost v≤33.
Slika 3: ilustruje neke pravoukaonike organizovane u Hilbertovim R-stablima. (Hilbertove vrednosti i NHV su prikazane u zagradama)
Obično R-stablo deli čvor na dva dela ukoliko dođe do "prelivanja" na tom čvoru, praveći 2 nova čvora od prvobitnog.
Ova politika se zove 1-na-2 politika cepanja.
Takođe je moguće da se odloži rascep, čekajući da se dva čvora pretvore u tri.
Uočite da je ovo slično sa B*-politikom cepanja stabla. Ovaj metod se zove 2-na-3 politika cepanja.
Generalno, ovo se može proširiti na s-na-(s+1) politika cepanja, gde je s naređenje za politiku cepanja.
Za implementaciju politike cepanja, "preliveni" čvor gura neke od njegovih ulaza na s-1 rođake.
Algoritmi za pretraživanje, ubacivanje i "rukovanje prelivenim" su opisani detajno u daljem tekstu.

### Traženje
Algoritam traženja je sličan algoritmima traženja korišćenim u drugim varijantama R-stabla. Počevši od korena, spušta se niz stablo i ispituje sve čvorove koji seku pravougaonike upita. Na nivou lista, prijavljuje sve ulaze koji seku prozore w upita kao kvalifikovane stavke podataka.
Algoritam Traženje(koren, pravougaonik w):
S1. Traži čvorove koji nisu listovi:
Zovi Traži za svaki ulaz čiji MGP seče prozor w upita.
Prijavi kao kandidate sve ulaze koji seku prozor w upita.
Figura 4: Struktura fajla za Hilbertovo R-stablo

### Umetanje
Za umetanje novog pravougaonika r u Hilbertovo R-stablo, Hilbertova vrednost h od centra novog pravougaonika se koristi kao ključ. Na svakom nivou izabran je čvor sa najmanjom NHV vrednošću većom od h. Kada je dosegnut list, pravougaonik r je umetnut po odgovarajućem rasporedu prema h. Nakon što je novi pravougaonik umetnut u list N, pozvano je podesi stablo kako bi popravilo vrednosti MGP i LHV na čvorovima većeg nivoa.
Algoritam Umetni(koren, pravougaonik r):
/* Ubacuje novi pravougaonik r u Hilbertovo R-stablo. h je Hilbertova vrednost pravougaonika*/
I1. Pronađi pogodan list.:
Pozovi Izaberi_list(r, h) kako bi izabrao list L u koji će biti smešten r.
I2. Ubaci r u list L:
Ako L ima prazan prorez, ubaci r u L na odgovarajućem mestu prema Hilbertovom redu i vrati se.
Ako je L puno, pozovi Rukovanje_prelivenim(L,r), što će vratiti novi list ako je razdvajanje bilo neizbežno.
I3. Propagirati promene nagore:
Formirati skup S koji sadrži L, njegove rođake
i novi list (ako postoji)
Prizovi podesi_stablo(S).
I4. Napravi stablo da bude više:
Ako je propagacija razdvajanja čvorova dovela do podele korena, napravi
novi koren čija su deca dva rezultujuća čvora.
Algoritam Izaberi_List(pravougaonik r, int h):
/* Vraća list na koji će smestiti novi pravougaonik r. */
C1. Inicijalizacija:
Postavi N da bude koren.
C2. Provera lista:
Ako je N koren, vrati N.
C3. Izaberi podstablo:
Ako je N nije list, izaberi ulaz (R, ptr, NHV)
sa minimalnom NHV vrednošću koja je veća od h.
C4. Spuštati se dok se ne dođe do lista:
Postavi N na čvor označen sa ptr i ponovi od C2.
Algoritam Podesi_stablo(skup S):
/* S je skup čvorova koji sadrži ažurirani čvor, njegove rođake (ako je došlo do prelivnanja) i najnoviji 

 napravljen čvor NN (ako je došlo do razdvajanja). Rutina se penje od nivoa lista prema korenu, podešavajući MGP and NHV čvorova koji pokrivaju čvorove u S. Propagira razdvajanje (ako postoji) */
A1. Ako se dosegne nivo korena, stani.
A2. Propagiran čvor se deli naviše:
Neka Np bude roditelj od N.
Ako je N bilo podeljeno neka NN bude novi čvor.
Ubaci NN u Np po tačnom rasporedu prema Hilbertovoj
vrednosti ako ima prostora. Inače pozovi Rukovanje_prelivenim(Np , NN ).
Ako je Np podeljeno, neka PP postane novi čvor.
A3. Prilagodi MGP i NHV na nivou roditelja:
Neka P bude skup roditelja za čvorove u S.
Prilagodi odgovarajuće MGP i NHV čvorova u P.
A4. Pređi na sledeći nivo:
Neka S postane skup roditelja P, sa
NN = PP, ako je Np podeljeno.
ponovi od A1.

### Brisanje
U Hilbertovom R-stablu, nema potrebe za ponovnim ubacivanjem čvorova siročadi kad god dođe do prelivanja čvora oca. Umesto toga, mogu se pozajmiti ključevi od čvorova sa istim ocem, ili se preliven čvor spaja sa čvorovima sa kojima deli oca. Ovo je moguće jer čvorovi imaju jasan poredak (prema najvećoj Hilbertovoj vrednost); nasuprot tome, u R-stablima ne postoji takav koncept za čvorove sa istim ocem. Primetimo da operacije brisanja zahtevaju s sarađujućih čvorova sa istim ocem, do operacije ubacivanja zahtevaju s-1 čvor sa istim ocem.
Algoritam Obriši(r):
D1. Naći čvor domaćina:
Izvršiti pretragu da bi se našao list koji sadrži r.
D2. Izbrisati r:
Ukloniti r iz čvora L.
D3. Ako L preliva
Pozajmiti neke sadržaje iz s sarađujućih čvorova sa istim ocem
Ako su svi čvorovi sa istim ocem spremni da prelivaju
spojiti s+1 čvor
podesiti rezultujuće čvorove.
D3. Podesiti MGP i NHV u roditeljskim nivoima
Napraviti skup S koji sadrži čvor L i njegove sarađujuće 
čvorove sa istim ocem (ako je došlo do prelivanja).
Pozvati Prilagodi_stablo(S).

### Rukovanje prelivenim
Algoritam za rukovanje prelivenim u Hilbertovom R-stablu tretira prelivene čvorove ili prenošenjem nekih sadržaja u jedno od s-1 sarađujućih čvorova sa istim ocem, ili deleći s čvorova u s+1 čvor. 
Algorithm Rukovanje_prelivenim(čvor N, pravougaonik r):
	
/* vrati novi čvor ako je došlo do podele */
H1. Neka je ε skup koji sadrži sve sadržaje iz čvora N I njegovih s-1 sarađujućih čvorova sa istim ocem.
H2. Dodati r u ε.
H3. Ako bar jedan od s-1 sarađujućih čvorova sa istim ocem nije pun, rasporediti ε jednako među s čvorova prema Hilbert vrednostima.
H4. Ako su svih s sarađujućih čvorova sa istim ocem puni:
Napraviti novi čvor NN I rasporediti ε jednako među s+1 čvorova prema Hilbert vrednostima
Vratiti NN.